# Трент, Гэри (младший)
Гэри Даджуан Трент — младший (англ. Gary Dajuan Trent, Jr.; род. 18 января 1999, Колумбус или Апл-Валли, Миннесота) — американский баскетболист, атакующий защитник. Игрок клуба НБА «Милуоки Бакс», чемпион мира среди юношей (до 17 лет) в составе сборной США.

## Биография
Родился в январе 1999 года в Миннесоте, родители — Гэри Трент — старший и его подруга Роксанна Холт. Гэри-старший был профессиональным баскетболистом и в общей сложности отыграл 9 сезонов в НБА, а в конце карьеры, после 2004 года, выступал в профессиональных лигах Греции и Италии. Он присутствовал при рождении сына, так как оно пришлось на дни локаута в НБА.
По завершении карьеры Гэри-старший, к этому времени женившийся, и его жена Наталья взяли мальчика к семье. Он получил хорошее образование в частных и лучших публичных школах Колумбуса и Миннеаполиса. Отец с самого детства начал лично заниматься спортивной подготовкой Гэри-младшего. Усиленные занятия принесли высокие результаты — к выпускному классу Гэри-младший, согласно рейтингу канала ESPN, входил в десятку лучших баскетболистов-школьников в США, а на позиции атакующего защитника был лучшим. Он занимался в одной из лучших программ подготовки молодых баскетболистов в стране — Prolific Prep в Напе (Калифорния) — и показал лучший результат в своей команде, в среднем за 18 игр набирая по 31,8 очка и 6,4 подбора за игру. Его игру характеризовал также высокий процент попаданий с трёхочковых бросков — 39,3 %. Юноша принимал участие в ряде показательных матчей звёзд школьного баскетбола США. В 2015 году с юношеской сборной США (до 16 лет) Трент выиграл чемпионат Америки, а на следующий год стал чемпионом мира среди юношей в возрасте до 17 лет. На чемпионате Америки он в среднем набирал за игру 16,8 очка и делал 2,8 подбора и был признан самым ценным игроком турнира; на чемпионате мира он в среднем приносил команде за матч 12,7 очка и 3,9 подбора.
В декабре 2016 года, за полгода до окончания школы, Трент принял приглашение поступить в Дьюкский университет. В свой первый сезон в университете он неизменно выходил на площадку в стартовом составебаскетбольной команды вуза, установил её новый рекорд среди первокурсников по успешным трёхочковым броскам за сезон (97, 40,2 % попаданий) и был включён по итогам года в символическую сборную Средне-Западного региона NCAA. Трент также стал финалистом в борьбе за Приз имени Джулиуса Ирвинга.
В апреле 2018 года Трент объявил о намерении участвовать в драфте НБА. В драфте он был выбран во 2-м раунде под общим 37-м номером клубом «Сакраменто Кингз», который затем обменял его в «Портленд Трэйл Блэйзерс» за два будущих пика второго раунда. В свой первый сезон с «Портлендом» Трент впервые появился на площадке в игре НБА 4 ноября 2018 — в этом матче он отыграл семь минут и принёс команде два очка. Всего за первый сезон участвовал в 18 матчах НБА, во второй — в 61 игре основного сезона (из них 8 в стартовом составе) и 5 матчах плей-офф. В последних 8 матчах регулярного сезона, который клубы НБА заканчивали в Орландо, Трент был самым результативным запасным игроком лиги, набрав 135 очков. За эти игры он выполнил 34 успешных трёхочковых броска — лучший результат среди всех игроков НБА после Дамиана Лилларда.
В следующем сезоне Трент к марту в среднем набирал по 15 очков (в том числе с 42,1 % попаданий с трёхочковых бросков), 2,2 подбора и 1,4 результативных передачи за игру. В конце марта «Портленд» в рамках сделки с «Торонто Рэпторс» обменял его и Родни Худа на Нормана Пауэлла, игравшего в «Торонто» на схожей позиции, но более опытного и в целом показывавшего ещё более высокие результаты в сезоне. За остаток регулярного сезона молодой защитник сыграл 17 матчей, в которых приносил своей новой команде в среднем по 16,2 очка. В августе 2021 года «Рэпторс», не попавшие в плей-офф по итогам сезона, подписали с Трентом 3-летний контракт на общую сумму 54 млн долларов. По ходу сезона 2021/2022 он повторил принадлежавший Демару Дерозану рекорд клуба, в течение пяти матчей подряд принося команде по 30 и более очков.
20 июля 2024 года подписал контракт с клубом «Милуоки Бакс». 25 апреля в третьей игре первого раунда против команды «Индиана Пэйсерс», окончившейся со счётом 117:101, Трент набрал 37 очков и выполнил девять результативных трехочковых бросков, что стало рекордом матча плей-офф в истории «Бакс».

## Статистика

### Статистика в НБА
| Сезон                                                                                    | Команда  | Регулярный сезон | Регулярный сезон | Регулярный сезон | Регулярный сезон | Регулярный сезон | Регулярный сезон | Регулярный сезон | Регулярный сезон | Регулярный сезон | Регулярный сезон | Регулярный сезон | Серия плей-офф | Серия плей-офф | Серия плей-офф | Серия плей-офф | Серия плей-офф | Серия плей-офф | Серия плей-офф | Серия плей-офф | Серия плей-офф | Серия плей-офф | Серия плей-офф |
| Сезон                                                                                    | Команда  | GP               | GS               | MPG              | FG%              | 3P%              | FT%              | RPG              | APG              | SPG              | BPG              | PPG              | GP             | GS             | MPG            | FG%            | 3P%            | FT%            | RPG            | APG            | SPG            | BPG            | PPG            |
| ---------------------------------------------------------------------------------------- | -------- | ---------------- | ---------------- | ---------------- | ---------------- | ---------------- | ---------------- | ---------------- | ---------------- | ---------------- | ---------------- | ---------------- | -------------- | -------------- | -------------- | -------------- | -------------- | -------------- | -------------- | -------------- | -------------- | -------------- | -------------- |
| 2018/19                                                                                  | Портленд | 15               | 1                | 7,4              | 32,0             | 23,8             | 42,9             | 0,7              | 0,3              | 0,1              | 0,1              | 2,7              | Не участвовал  | Не участвовал  | Не участвовал  | Не участвовал  | Не участвовал  | Не участвовал  | Не участвовал  | Не участвовал  | Не участвовал  | Не участвовал  | Не участвовал  |
| 2019/20                                                                                  | Портленд | 61               | 8                | 21,8             | 44,4             | 41,8             | 82,2             | 1,6              | 1,0              | 0,8              | 0,3              | 8,9              | 5              | 1              | 30,6           | 35,6           | 41,7           | 85,7           | 2,0            | 0,6            | 0,8            | 0,0            | 9,6            |
| 2020/21                                                                                  | Портленд | 41               | 23               | 30,8             | 41,4             | 39,7             | 77,3             | 2,2              | 1,4              | 0,9              | 0,1              | 15,0             | Не участвовал  | Не участвовал  | Не участвовал  | Не участвовал  | Не участвовал  | Не участвовал  | Не участвовал  | Не участвовал  | Не участвовал  | Не участвовал  | Не участвовал  |
| 2020/21                                                                                  | Торонто  | 17               | 15               | 31,8             | 39,5             | 35,5             | 80,6             | 3,6              | 1,3              | 1,1              | 0,2              | 16,2             | Не участвовал  | Не участвовал  | Не участвовал  | Не участвовал  | Не участвовал  | Не участвовал  | Не участвовал  | Не участвовал  | Не участвовал  | Не участвовал  | Не участвовал  |
| 2021/22                                                                                  | Торонто  | 70               | 69               | 35,0             | 41,4             | 38,3             | 85,3             | 2,7              | 2,0              | 1,7              | 0,3              | 18,3             | 6              | 6              | 33,2           | 37,8           | 33,3           | 89,5           | 1,7            | 1,3            | 1,0            | 0,5            | 15,3           |
| 2022/23                                                                                  | Торонто  | 66               | 44               | 32,1             | 43,3             | 36,9             | 83,9             | 2,6              | 1,6              | 1,6              | 0,2              | 17,4             | Не участвовал  | Не участвовал  | Не участвовал  | Не участвовал  | Не участвовал  | Не участвовал  | Не участвовал  | Не участвовал  | Не участвовал  | Не участвовал  | Не участвовал  |
| 2023/24                                                                                  | Торонто  | 71               | 41               | 28,1             | 42,6             | 39,3             | 77,1             | 2,6              | 1,7              | 1,1              | 0,1              | 13,7             | Не участвовал  | Не участвовал  | Не участвовал  | Не участвовал  | Не участвовал  | Не участвовал  | Не участвовал  | Не участвовал  | Не участвовал  | Не участвовал  | Не участвовал  |
|                                                                                          | Всего    | 341              | 201              | 28,8             | 42,2             | 38,6             | 81,9             | 2,4              | 1,5              | 1,2              | 0,2              | 14,3             | 11             | 7              | 32,0           | 37,0           | 36,5           | 88,5           | 1,8            | 1,0            | 0,9            | 0,3            | 12,7           |
| Наведите курсор мыши на аббревиатуры в заголовке таблицы, чтобы прочесть их расшифровку. |          |                  |                  |                  |                  |                  |                  |                  |                  |                  |                  |                  |                |                |                |                |                |                |                |                |                |                |                |

### Статистика в Джи-Лиге
| Сезон                                                                                    | Команда        | Регулярный сезон | Регулярный сезон | Регулярный сезон | Регулярный сезон | Регулярный сезон | Регулярный сезон | Регулярный сезон | Регулярный сезон | Регулярный сезон | Регулярный сезон | Регулярный сезон | Серия плей-офф | Серия плей-офф | Серия плей-офф | Серия плей-офф | Серия плей-офф | Серия плей-офф | Серия плей-офф | Серия плей-офф | Серия плей-офф | Серия плей-офф | Серия плей-офф |
| Сезон                                                                                    | Команда        | GP               | GS               | MPG              | FG%              | 3P%              | FT%              | RPG              | APG              | SPG              | BPG              | PPG              | GP             | GS             | MPG            | FG%            | 3P%            | FT%            | RPG            | APG            | SPG            | BPG            | PPG            |
| ---------------------------------------------------------------------------------------- | -------------- | ---------------- | ---------------- | ---------------- | ---------------- | ---------------- | ---------------- | ---------------- | ---------------- | ---------------- | ---------------- | ---------------- | -------------- | -------------- | -------------- | -------------- | -------------- | -------------- | -------------- | -------------- | -------------- | -------------- | -------------- |
| 2018/19                                                                                  | Техас Лэджендс | 6                | 5                | 34,4             | 50,4             | 50,0             | 88,9             | 5,5              | 1,8              | 1,7              | 0,3              | 33,3             | Не участвовал  | Не участвовал  | Не участвовал  | Не участвовал  | Не участвовал  | Не участвовал  | Не участвовал  | Не участвовал  | Не участвовал  | Не участвовал  | Не участвовал  |
|                                                                                          | Всего          | 6                | 5                | 34,4             | 50,4             | 50,0             | 88,9             | 5,5              | 1,8              | 1,7              | 0,3              | 33,3             | Не участвовал  | Не участвовал  | Не участвовал  | Не участвовал  | Не участвовал  | Не участвовал  | Не участвовал  | Не участвовал  | Не участвовал  | Не участвовал  | Не участвовал  |
| Наведите курсор мыши на аббревиатуры в заголовке таблицы, чтобы прочесть их расшифровку. |                |                  |                  |                  |                  |                  |                  |                  |                  |                  |                  |                  |                |                |                |                |                |                |                |                |                |                |                |

### Статистика в NCAA
| Сезон | Команда | Conf  | Class | GP | GS | MPG  | FG%  | 3P%  | FT%  | RPG | APG | SPG | BPG | PPG  |
| --- | ------- | ----- | ----- | -- | -- | ---- | ---- | ---- | ---- | --- | --- | --- | --- | ---- |
| 2017/18 | Дьюк    | ACC   | FR    | 37 | 37 | 33,9 | 41,5 | 40,2 | 87,6 | 4,2 | 1,4 | 1,2 | 0,1 | 14,5 |
| Всего | Всего   | Всего | Всего | 37 | 37 | 33,9 | 41,5 | 40,2 | 87,6 | 4,2 | 1,4 | 1,2 | 0,1 | 14,5 |
| Наведите курсор мыши на аббревиатуры в заголовке таблицы, чтобы прочесть их расшифровку Статистика приведена с сайта sports-reference.com |         |       |       |    |    |      |      |      |      |     |     |     |     |      |